# Distretto di Tonkolili
Tonkolili è un distretto della Sierra Leone situato nella Provincia del Nord.
Il capoluogo del distretto è la città di Magburaka.